# TikTok Awards 2023
A 3.ª edição do TikTok Awards foi realizada em 12 de dezembro de 2023, no Ginásio do Ibirapuera, na cidade de São Paulo, no Brasil. A cerimônia premiou criadores de conteúdo da plataforma de compartilhamento de vídeos TikTok. A premiação foi transmitida ao vivo no perfil do TikTok Brasil e no canal de televisão TNT, com apresentação de Eliana, Giovanna Antonelli e Lucas Rangel. Está foi a primeira vez que o TikTok Awards foi transmitido na televisão.

## Apresentações
| Artista(s)                              | Canção                                                     |
| --------------------------------------- | ---------------------------------------------------------- |
| Leo Santana                             | "Zona de Perigo" "Posturado e Calmo"                       |
| Luísa Sonza                             | "Carnificina" "A Dona Aranha" Campo de Morango" La Muerte" |
| Iza L7nnon                              | "Nunca Mais" "Fiu, Fiu" "Freio da Blaze"                   |
| DENNIS MC Pedrinho Melody Kevin o Chris | "Gol Bolinha, Gol Quadrado 2" "Love Love" "Tá OK"          |
| Ivete Sangalo                           | "Macetando" "Cria da Ivete"                                |
| Ana Castela                             | "Tô Voltando"                                              |
| Luan Pereira MC Daniel                  | "Dentro da Hillux"                                         |
| Ludmilla                                | "Eu Só Sinto Raiva" "Todo Mundo Louco"                     |
| Hitmaker                                |                                                            |
| Veigh                                   |                                                            |
| Péricles Urias                          | Tributo à Rita Lee:                                        |

## Vencedores e indicados
Os indicados foram revelados em 22 de novembro de 2023. Os vencedores estão listados primeiro e destacados em negrito.
| Criador do Ano - Gustavo Tubarão - Luva de Pedreiro (Iran Ferreira) - Larissa Gloor - Junior Caldeirão - Vivi Cake - Xurrasco - Malu Borges - João Ferdnan - Reeh Augusto - Manual do Mundo | Bombou na ForYou - Pkllipe - Daniel Jubnelson - Vanessa Lopes - Lara Santana - Gabryell Urlan - Jully Molinna - Joyce Müller - Jojo Todynho - Matheus Costa - Jeh Diniz |
| Estrela TikTok - Jade Picon - Larissa Manoela - Viih Tube - Celso Portiolli - Giovanna Ewbank - Jojo Todynho - Sabrina Sato - Clara Moneke - Lázaro Ramos - Pequena Lo                      | #TikTokMeFezAssistir - Duda Menegheti - Renata Moniz - Arthur Viana - Matheus (Loading Séries) - Karol Gomes - Luan Damascena - Ju Cassini - Ygor Palopoli - Foquinha - Carol Moreira |
| Medalha de Ouro - Braune - Luva de Pedreiro (Iran Ferreira) - Canal WAMO - Gustavo Machado - CazéTV - Galvão Bueno - Felipe Motta - Natalia Guitler - Fred - Rebeca Andrade                 | Zerou o Game - Cortes Loud Coringa - Deyvid Barreto - Haru - Vermelho Gameplay - Ruyzo - ithuriana - Guigo Akirah - Tuitabi - Dona Maria Gameplays - Lexa KT |
| Credo, Que Delícia - Eloá Almeida - Daniela Choma - Vivi Cake - Rand Bartender - Martim Gil - Iago Modesto - Arthur Paek - Senhores Bacanas - Leo Kazuya (Rolê de Vegano) - Gui Tank        | #TikTokFashion - Malu Borges - TicToxica (Gabb) - Marcela Baccarim - Luiza Parente - Sarah Gama - Marco Quadros - Stephanie Marques - Juan Guedes - Lívia Marques |
| Surra de Beleza - Franciny Ehlke - Mari Maria Makeup - Carol Mamprin - Juliana Luziê - Drica Divina - Renata Santti - Karen Bachini - Adam Mitch - Mirella Qualha - Virginia Fonseca Costa  | Prof do Ano - Prof. Ramilton Batinga - Mr. Bean da Matemática - Teacher Elza - Gis com giz - Professor Noslen - Operação Barbarussa - Prof. Lucas Moreno (Moleculando) - Simone Porfiria - Prof. Samuel Cunha - Rodrigo Bressan |
| Quem Sabe Faz Ao Vivo - Juninho Manella - Fa - Yas - Richard Martins - Giana - Biarciane - Ystefani - João Ferreira - Paulo Salvador - Amanda Mangilli                                      | Descubra Novas Vozes - Thiago Veigh - Mariana Fagundes - Cryzin - Treyce - Kadu Martins - Luan Pereira - Vivi - Kevi Jonny - Realkayblack10 - Mavi |
| Artista TikTok - Ludmilla - Leo Santana - Luísa Sonza - Alok - Ana Castela - Felipe Amorim - Dennis - Juliette - KVSH - Xand Avião                                                          | #TikTokMeFezOuvir - "Melhor Versão" – Gustavo Mioto - "Tá OK" – Dennis DJ e Kevin o Chris - "Zona de Perigo" – Leo Santana - "Mas Existe um Lugar Speed" – Kaio Vianna, Noemi Leal e Cryzin - "Pra Vaquejada Eu Vou" – Gean Toddy - "Vem Morenin" – Neno no Beat e MC Rica - "Barbie de Chapéu" – Paula Guilherme e Melody - "Toca o Trompete" – Felipe Amorim - "Gol Bolinha, Gol Quadrado 2" – MC Pedrinho e DJ 900 - "Vem com a Tropa do Tubarão" – DJ LK da Escócia, MC Ryan SP e MC Pânico |
| #CleanTok - Ellen Milgrau - Ari Dantas - Jackson Moura - Luciano do Valle - Cozinhe Já - Raissa Chaddad - Douglas - Gil do Vigor - Julia Barni - Leoni Lane                                 | |